# Grass Valley (Oregon)
Pour les articles homonymes, voir Grass Valley.
Grass Valley est une municipalité américaine située dans le comté de Sherman en Oregon.
Lors du recensement de 2010, sa population est de 164 habitants. La municipalité s'étend sur 0,51 mille carré (1,32 km2).
Le bourg était autrefois une halte sur la route des pionniers entre Canyon City et The Dalles, avant de devenir un point d'envoi des céréales de la région. Elle doit son nom à l'herbe (en anglais : grass) de la vallée dans laquelle elle se trouve. Grass Valley devient une municipalité le 8 octobre 1900.